# Biserica „Sfântul Nicolae” din Orhei
Biserica „Sf. Nicolae” este o biserică amplasată în Orhei, Republica Moldova. Este un monument arhitectural de importanță națională inclus în Registrul monumentelor Republicii Moldova ocrotite de stat cu nr. 952 (raionul Orhei). Datează din mijl. sec. XIX.